# Innisfail (Alberta)

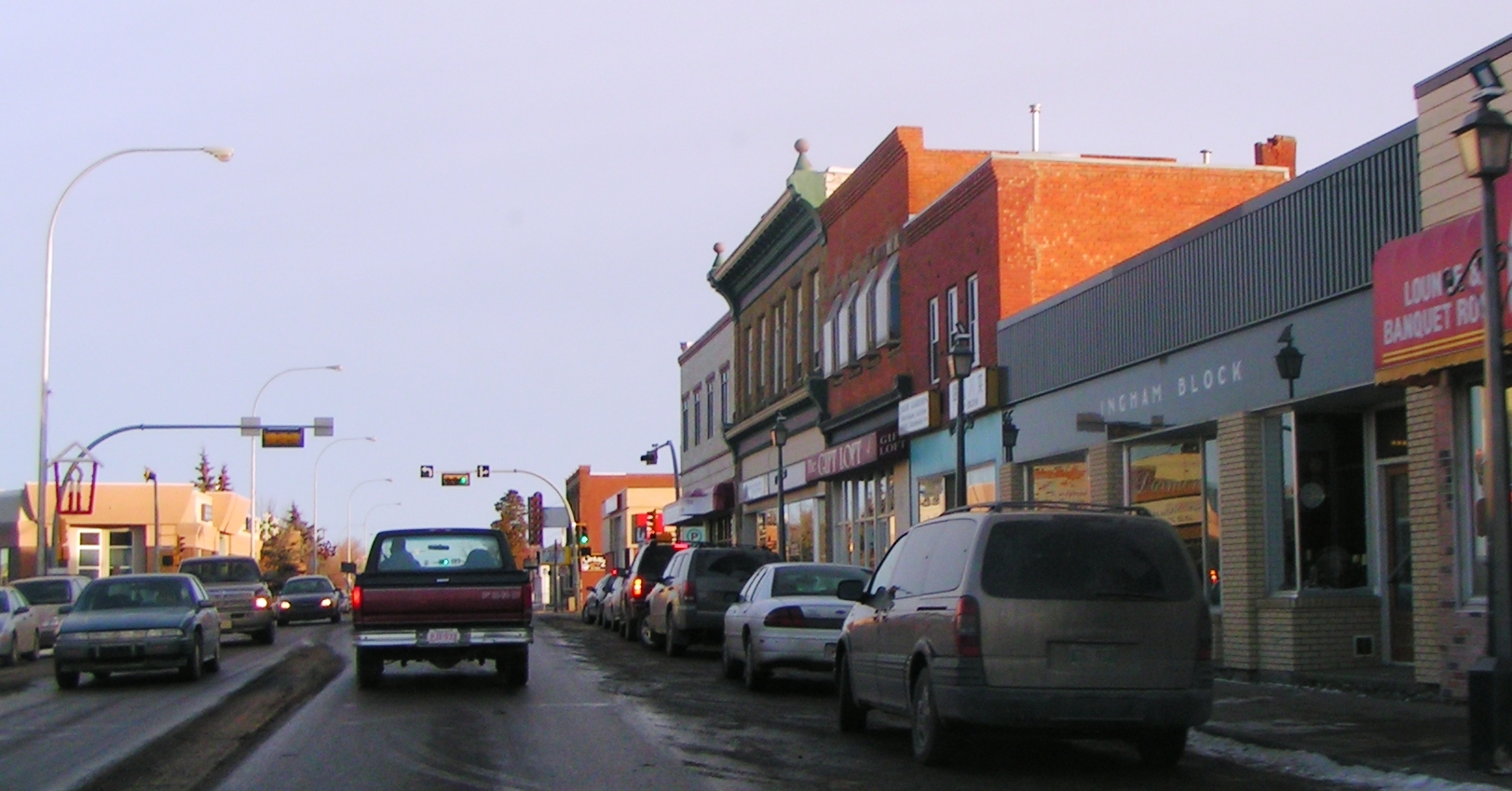

Innisfail is een plaats (town) in de Canadese provincie Alberta en telt 7316 inwoners (2006).